# Argyrophenga janitae
Argyrophenga janitae är en fjärilsart som beskrevs av Robin C. Craw 1978. Argyrophenga janitae ingår i släktet Argyrophenga och familjen praktfjärilar. Inga underarter finns listade i Catalogue of Life.